# Öskü
Öskü (szlovákul: Eška) község Veszprém vármegyében, a Várpalotai járásban.

## Fekvése

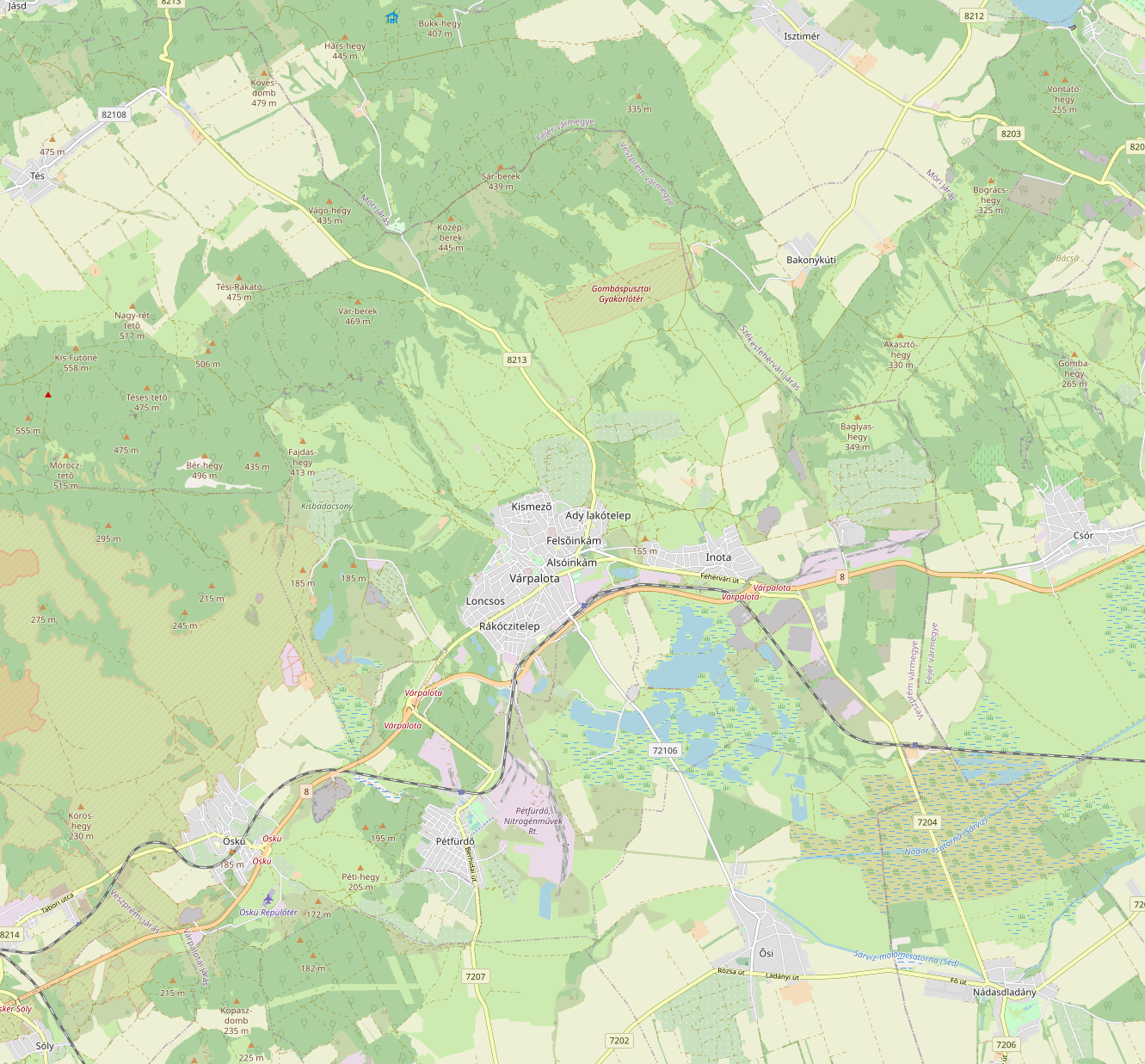
A község Várpalota környéke térképén

Öskü Veszprémtől 15 kilométerre, Várpalotától 8 kilométerre, a Keleti-Bakony délkeleti lejtőin helyezkedik el.
Legfontosabb útvonala a 8-as főút, központján a 8214-es út halad végig. Közigazgatási területét érinti még, annak keleti határszélén a Lepsénytől Pétfürdőig húzódó 7207-es út is.
Vonattal megközelíthető a Székesfehérvár–Szombathely-vasútvonalon, amelynek egy megállási pontja van itt; Öskü megállóhely a központ keleti szélén helyezkedik el, a 8214-es út vasúti kereszteződésénél.
A községtől északra, az Északi-Bakony déli lejtőjén Márkó és Bakonykúti között kilométereken át elterülő, fűfélékkel és elszórtan kisebb cserjékkel borított dolomitsziklás mezőt régen legelőként használták, 1968-tól a Magyar Néphadsereg, majd 1990 óta Magyar Honvédség Böszörményi Géza Csapatgyakorlótér Parancsnokság Nullponti lő- és gyakorlótere.

## Története
A falu már a római korban is lakott volt, ebből a korból két obsit-plakett is előkerült, melyet a szolgálatukat letöltött katonák kaptak. A községtől nem messze veszprémi muzeológusok avar kori sírmezőt is találtak, melyet később fel is tártak. A honfoglalás idején Ösbő vezér kapta meg a vidéket. A falu a török korban elnéptelenedett, helyükre németeket telepítettek be, de ők továbbálltak. A 18. század elején két alkalommal is  szlovákokat hívtak a vidékre, akik az idők folyamán teljesen elmagyarosodtak. Egy részük katolikus, más részük pedig evangélikus volt, így e két egyháznak van temploma a faluban.
Öskü legnevesebb szülötte Tasner Antal, aki Széchenyi István személyi titkára volt 1848-ig, majd a Lánchíd Társaság titkára lett.
1947-ben a Csehszlovák–magyar lakosságcsere keretében több szlovák család elköltözött a felvidéki Martos településre, és onnan pedig felvidéki magyarok érkeztek Ösküre.

## Közélete

### Polgármesterei
- 1990–1994: Harnos László (független)[5]
- 1994–1998: Gyapay Zoltán (Fidesz)[6]
- 1998–2002: Gyapay Zoltán (Fidesz)[7]
- 2002–2006: Gyapay Zoltán (Fidesz)[8]
- 2006–2010: Gyapay Zoltán (Fidesz-KDNP)[9]
- 2010–2014: Gyapay Zoltán Tamás (független)[10]
- 2014–2019: Ángyán Tamás (független)[11]
- 2019–2024: Ángyán Tamás (független)[12]
- 2024– : Siki József (független)[1]

## Népesség
A település népességének változása:
| Lakosok száma | 2230 | 2193 | 2211 | 2176 | 2184 | 2155 | 2150 |
|               | 2013 | 2014 | 2015 | 2021 | 2022 | 2023 | 2024 |

A 2011-es népszámlálás során a lakosok 89%-a magyarnak, 1% németnek mondta magát (11% nem nyilatkozott; a kettős identitások miatt a végösszeg nagyobb lehet 100%-nál). A vallási megoszlás a következő volt: római katolikus 40,3%, református 3,5%, evangélikus 18,7%, felekezeten kívüli 8,7% (26,9% nem nyilatkozott).
2022-ben a lakosság 91,8%-a vallotta magát magyarnak, 0,5% németnek, 0,5% cigánynak, 0,1-0,1% ukránnak és szlováknak, 2,6% egyéb, nem hazai nemzetiségűnek (8,2% nem nyilatkozott; a kettős identitások miatt a végösszeg nagyobb lehet 100%-nál). Vallásuk szerint 23,9% volt római katolikus, 12,2% evangélikus, 3,1% református, 0,1% görög katolikus, 1,2% egyéb keresztény, 0,8% egyéb katolikus, 13% felekezeten kívüli (45,5% nem válaszolt).

## Nevezetességei

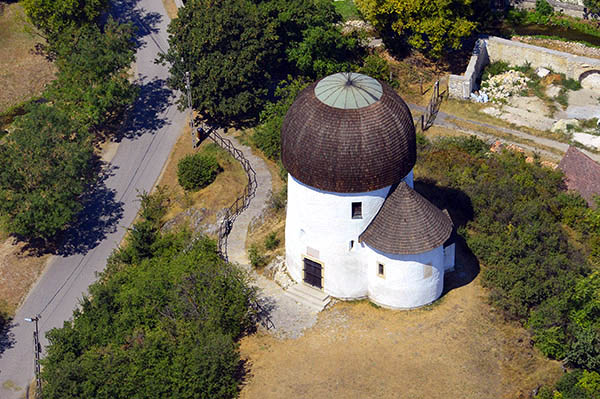
Kerektemplom légi fotó

- Ösküi kerektemplom (római őrtoronyra épült XI. századi kápolna)

A rotunda a sekrestye kivételével – az a XV. században épült – eredeti állapotában áll. Magyarországon az egyetlen ilyen formátumú műemlék templom.
1999-ben a Nemzeti Kulturális Örökség Minisztériumának pályázatából kívül-belül felújította a műemlék felügyelőség. 2001-ben pedig a lépcsőfeljáró és korlát készült el. Bejelentkezéssel látogatható.
- Tasner Antal szülőháza

A katolikus templommal szemben fekvő, hosszú, sokablakos, földszintes épület déli végén emléktábla olvasható, amely szerint ott született 1808-ban Tasner Antal. Az épület a múlt század közepétől plébánia volt, átépítése és bővítése abban az időben történt. 1943-tól iskolaként működött egészen a 90’-es évek közepéig. Azóta különböző foglalkozásoknak, szakköröknek ad otthont.
- Szentháromság-szobor

Barokk szobor, 1746-ban készült, Szloboda Mihály alkotása.
- Szent Anna-szobor

Az 1750 körül készült barokk szobor Szloboda Mihály alkotása.
- Római katolikus templom

A késő klasszicista templomot 1843-ban kezdték el építeni Zichy István gróf költségén és 1847-ben fejezték be.
- Evangélikus templom

A templom 1785-1786 évben épült.
- 8-as főút északi oldalán (HRSZ.2367): Feltételezett római kori duzzasztógát fala
- Újlaki-köz 2 (HRSZ 69/1-2): Lakóház, ú.n. Basa lak A késő gótikus (15. sz.) vár falára épült, a 18. sz.-ban.

## További tudnivalók
Az utóbbi évtizedekben számos közintézmény is létesült: óvoda, napközi otthon, iskola, könyvtár, orvosi-, fogorvosi rendelő, gyógyszertár, csecsemő- és terhes- tanácsadó, posta, művelődési otthon. Működik népdalkör, faluszépítő társaság, alapítvány és focicsapat. Az emberek többnyire a környező városokba, helységekbe járnak dolgozni, de akadnak helyi vállalkozók is. Az infrastruktúra kiépített, van földgáz-, ivóvíz, szennyvízcsatorna-, telefon- hálózata. A közlekedés nagyon jó, vonattal, busszal is jól megközelíthető. A falusi turizmus is jelen van, fellendítése pedig folyamatban.

## Képgaléria

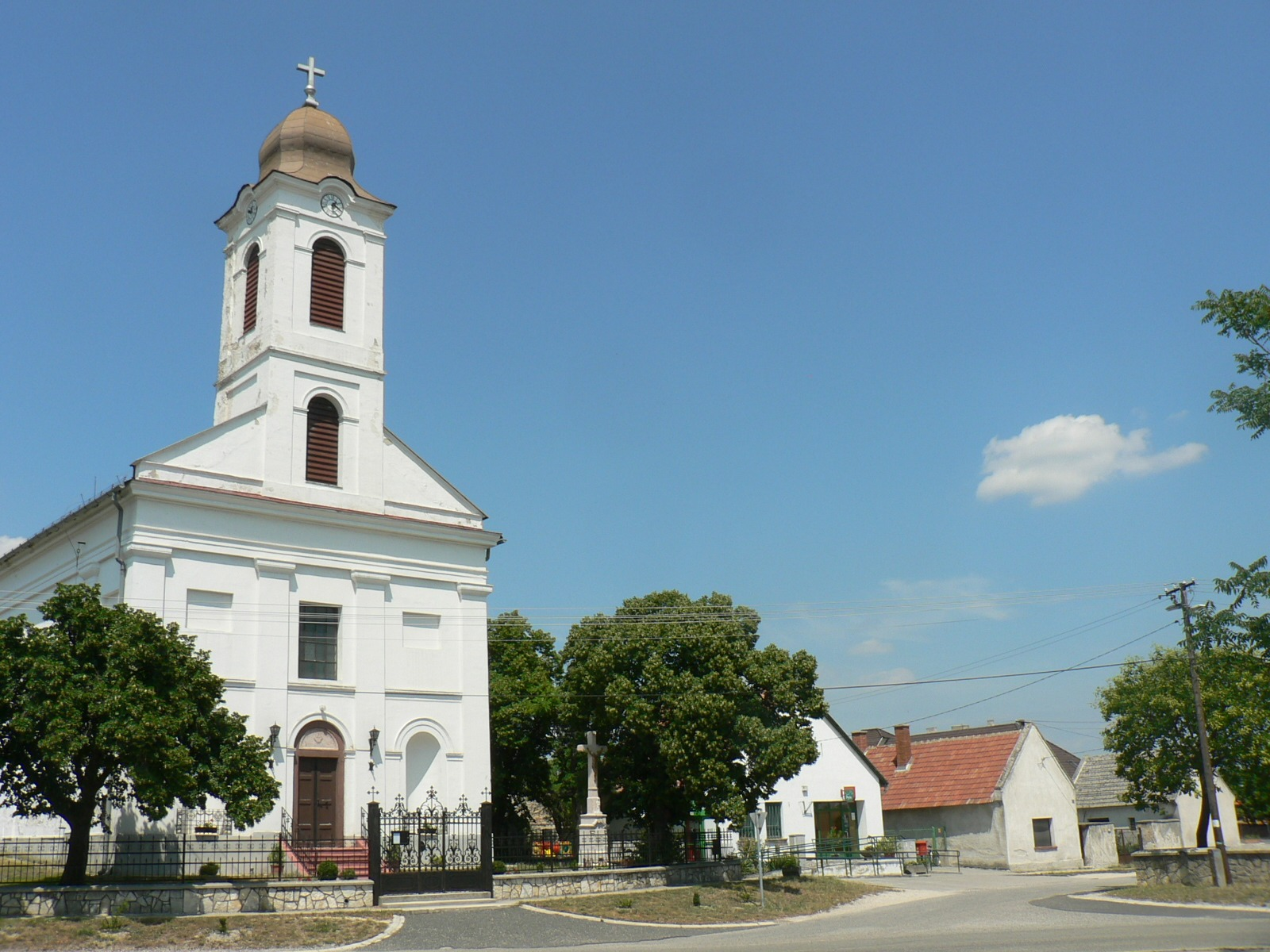
Öskü faluközpontja
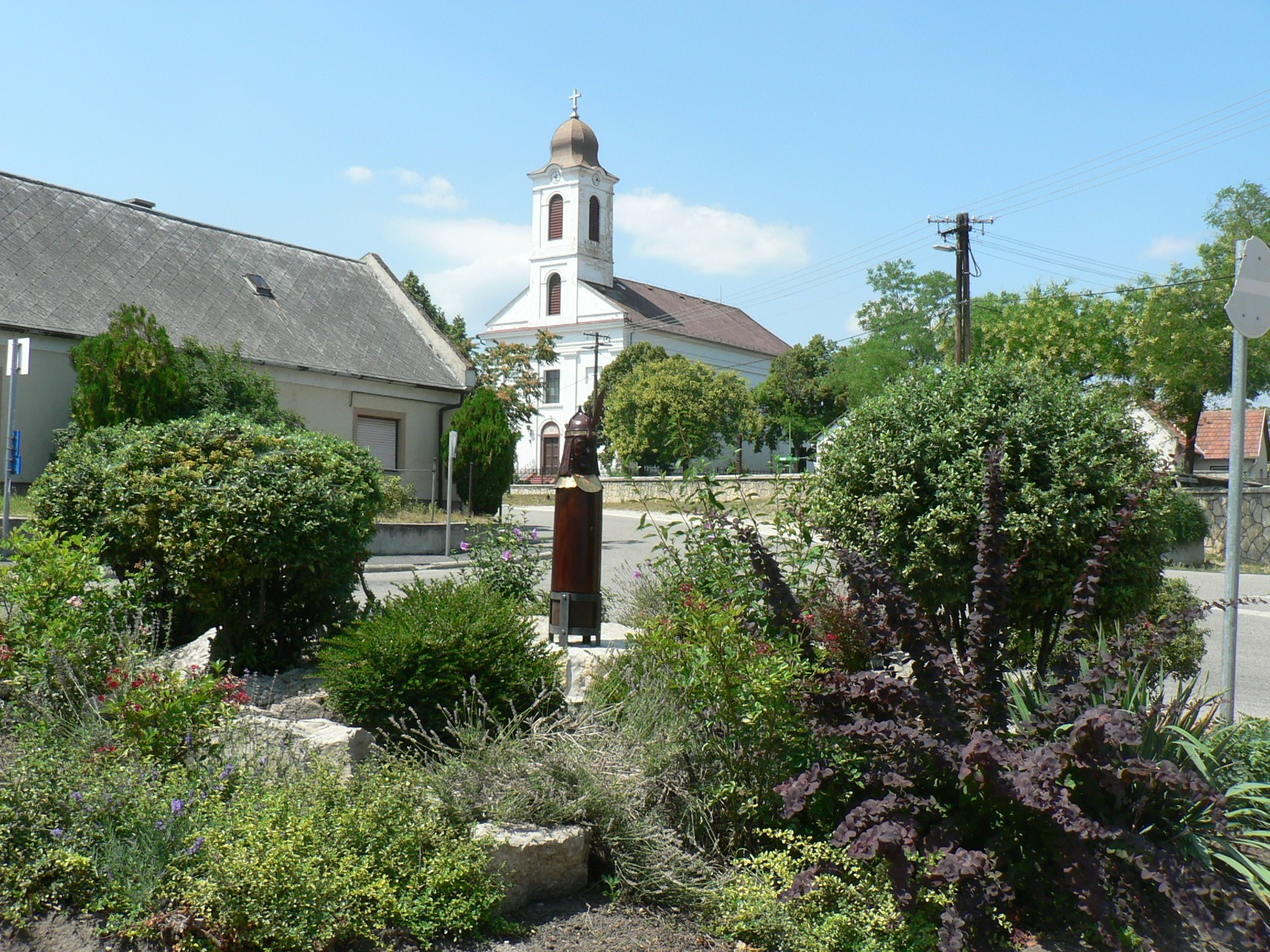
Öskü faluközpontja
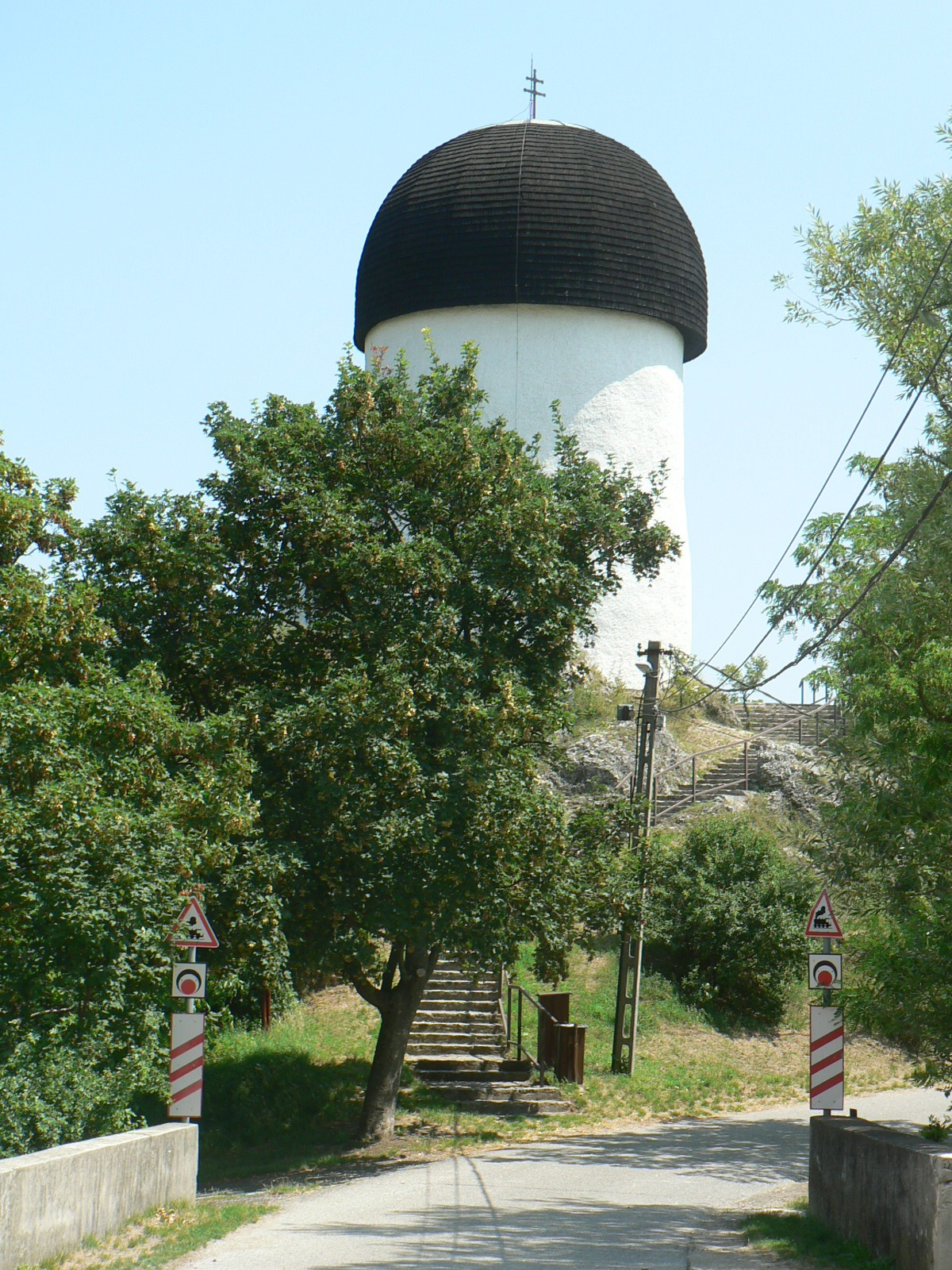
A kerektemplom a falu felől
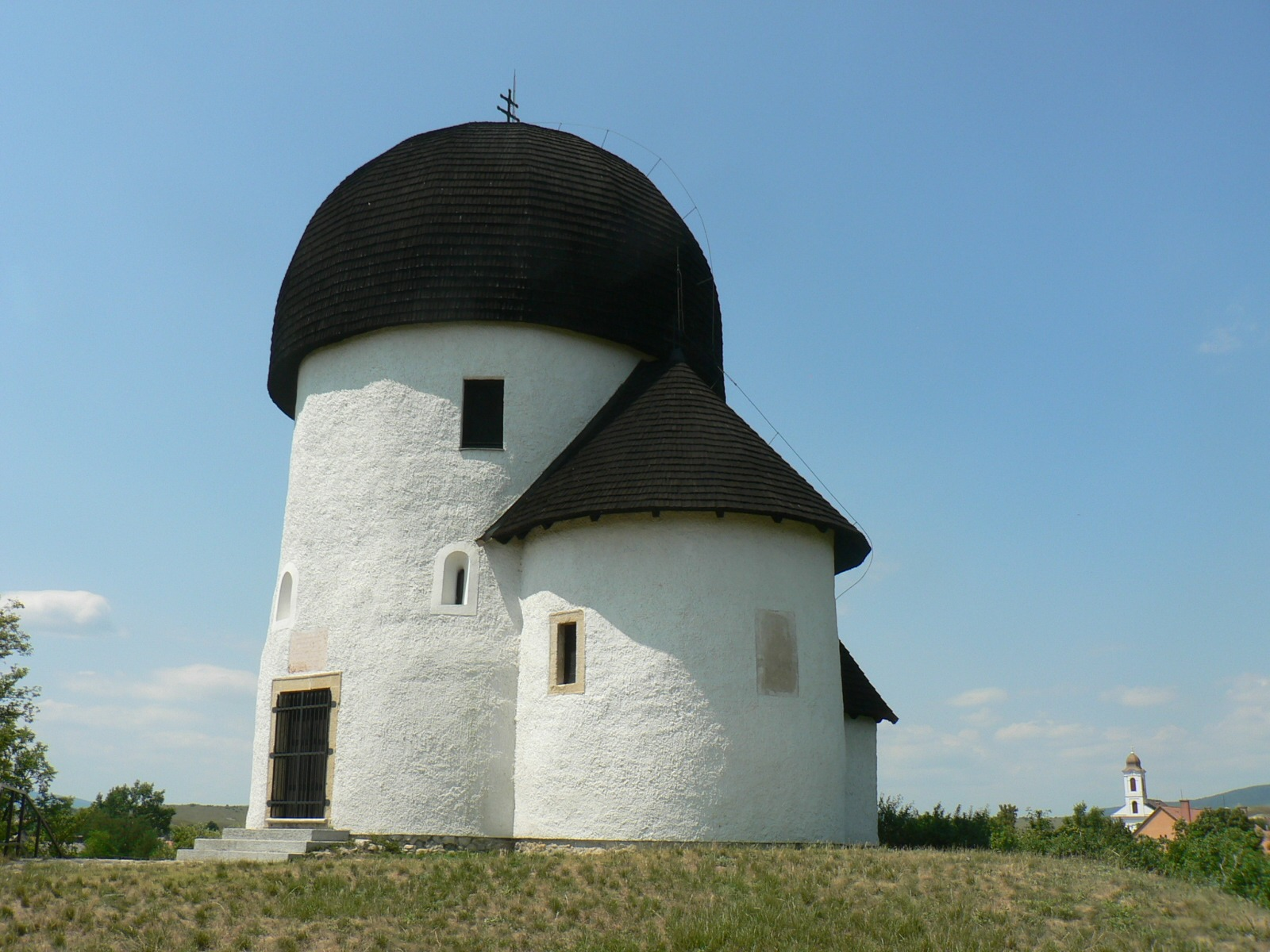
A kerektemplom és a katolikus templom együtt
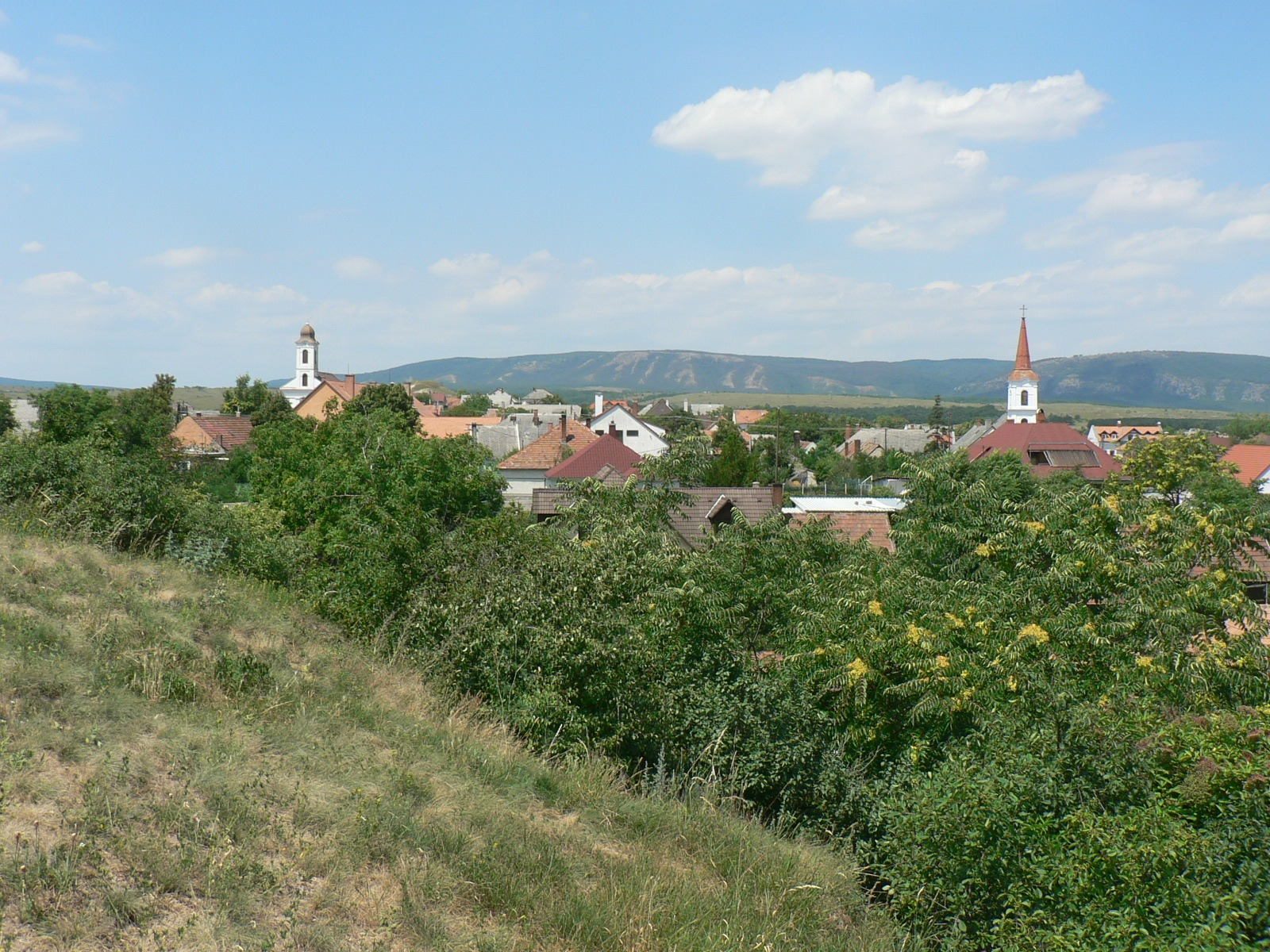
A falu látképe a kerektemplom felől, a háttérben a Bakony hegyei magasodnak
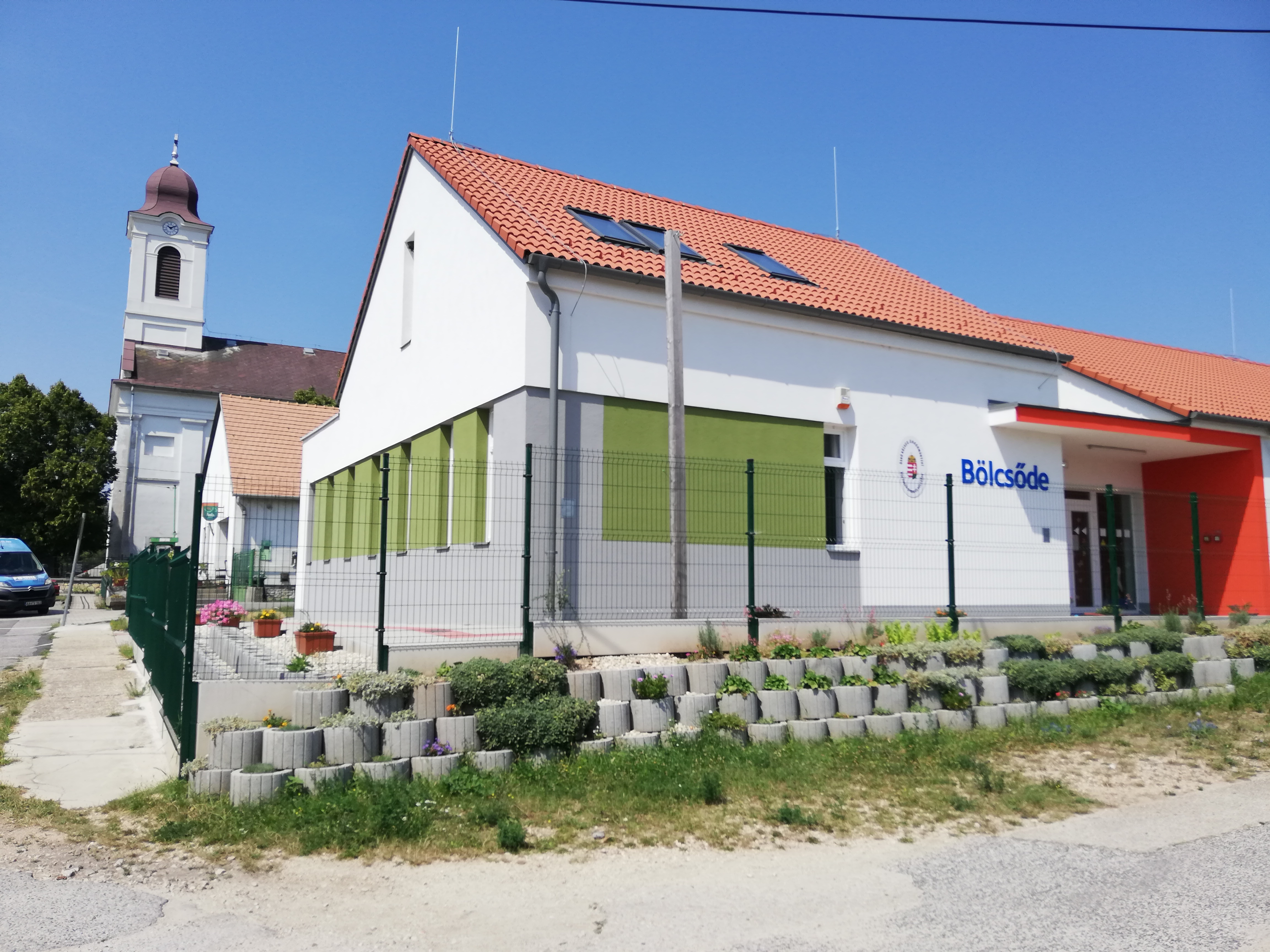
Öskü bölcsődéje a templomtoronnyal

## Külső hivatkozások
- Öskü az utazom.com honlapján